# Josep Maria Espinàs i Massip
Josep Maria Espinàs i Massip (* 7. März 1927 in Barcelona; † 5. Februar 2023) war ein katalanischer Schriftsteller und Journalist, der einer breiten Öffentlichkeit mit seinen Romanen, seinen Reiseberichten und seinen journalistischen Artikeln bekannt ist. Zudem war er in der Nova Cançó Catalana aktiv. Hier war er Gründungsmitglied der Liedermachergruppe Els Setze Jutges. 1983 erhielt er das Creu de Sant Jordi der Generalitat de Catalunya.

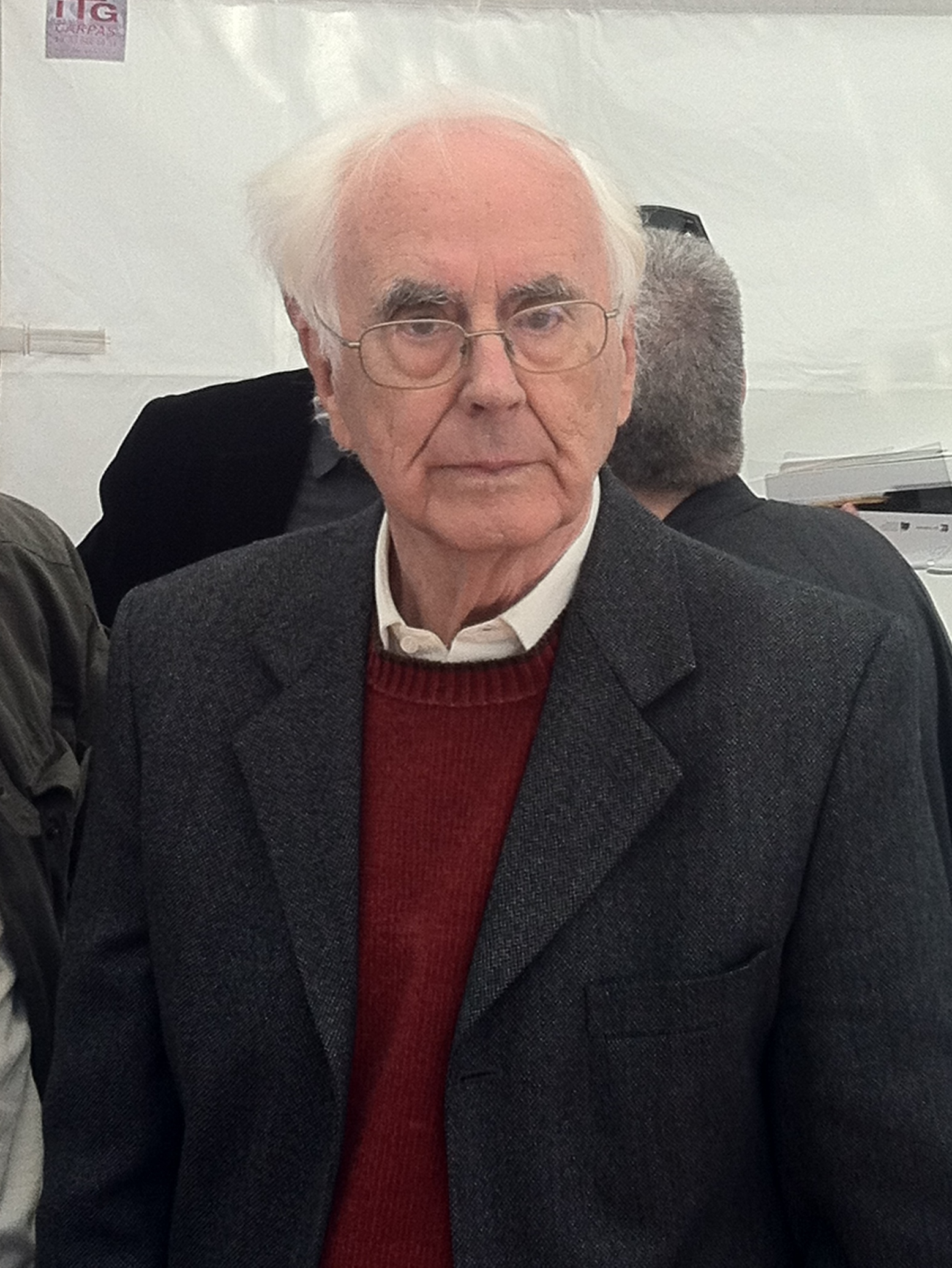
Josep Maria Espinàs (2014)

## Leben und Werk
Josep Maria Espinàs i Massip absolvierte von 1945 bis 1949 ein Jurastudium an der Universität Barcelona. Schon in jungen Jahren zog ihn die Welt des Journalismus und des literarischen Schaffens an. Bis 1955 arbeitete er als Anwalt und trat dann in das Barceloneser Verlagshaus Ediciones Destino ein. In der folgenden Zeit kam er seinem Anwaltsberuf kaum nach.
Bis Ende der 1960er Jahre veröffentlichte er Romane wie Com ganivets o flames (1954, „Wie Messer oder Flammen“, Joanot-Martorell-Preis), Dotze bumerangs (1954, „Zwölf Bumerangs“), El gandul (1955, „Der Faulenzer“), Tots som iguals (1956, „Wir sind alle gleich“), L’home de la guitarra (1957, „Der Gitarrenmann“), Vestir-se per morir (1958, „Kleide dich zum Sterben“), Combat de nit (1959, „Nachtkampf“), L’últim replà (1962, „Der letzte Treppenabsatz“, Sant-Jordi-Preis), und La collita del diable (1968, „Die Ernte des Teufels“). Mehr als zwei Jahrzehnte später veröffentlichte er in diesem Genre noch Vermell i passa (1992, „Rot und passe“, Roulettesprache). Im Bereich der Belletristik trat er als Autor von Kurzgeschichten mit Bänden wie Varietés (1959, „Verschiedenes“), Els joves i els altres (1960, „Jugendliche und andere“) und Un racó de paraigua (1997, „Eine Ecke für den Regenschirm“) hervor.
Bemerkenswert in Espinàs’ Werk sind seine Reisebücher. In diesen schuf er eigenwillige Porträts von katalanischen und spanischen Landschaften und Regionen und deren Bewohnern. Er begann mit Viatge al Pirineu de Lleida (1957), gefolgt von der Viatge al Priorat (1962) und Viatge a la Segarra (1972). Interessant wurden dann seine Wanderreisen („Viatges a peu“): Wanderungen durch la Terra Alta (1989), la Llitera (1990), l’Alt Maestrat (1991), Per la terra cremada (1995, Route durch im Sommer 1994 in Brand gesteckte Gebiete Kataloniens), l’Alcalatén (1996), el Comtat i la Marina (1998), Castella (1999), Biscaia (2000), Extremadura (2001), Galícia (2002), Andalusia (2003), Costa da Morte (2004), Mallorca (2005, Lletra d’Or Preis 2006) und Múrcia (2009). Beachtenswert sind auch Reportagen und Schilderungen wie: Ciutats de Catalunya (1956–1958, „Städte Kataloniens“), Carrers de Barcelona (1961, „Straßen Barcelonas“), Barcelona en blanc i negre (1964, „Barcelona Schwarz und Weiß“), Això també és Barcelona (1965, „Auch das ist Barcelona“), Festa major (1969, „Das große Stadtfest“), Cafès de Barcelona (1970, „Cafés in Barcelona“), La gent tal com és (1971, „Menschen wie sie sind“), Vuit segles dels carrers de Barcelona (1974, „Acht Jahrhunderte Straßen von Barcelona“), Quinze anys de cafès de Barcelona, 1959–1974 (1975, „Fünfzehn Jahre Cafes in Barcelona, 1959-1974“), El llibre de la diada (1975, Buch zum katalanischen Nationalfeiertag La Diada), Alguns carrers antics de Barcelona (1978, „Einige alte Straßen in Barcelona“), Comarques del Principat (1978, „Bezirke des Fürstentums Kataloniens“) und Guia de ciutadans anònims (1993, „Verzeichnis von anonymen Bürgern“). Er schrieb auch die Geschichte für Kinder Viatge a la Lluna („Reise zum Mond“), die von Xavier Montsalvatge vertont wurde.
Josep Maria Espinàs schrieb auch Essays, soziologische und ethische Reflexionen und autobiografische Werke. Hierzu gehören Werke wie Reflexions sobre civilitat (1984, „Reflexionen über Gesittung“), el Diccionari català de falses etimologies (1985, „Katalanisches Wörterbuch falscher Etymologien“) und El teu nom és Olga (1986, „Ihr Name ist Olga“, Briefe an seine vom Down-Syndrom betroffene Tochter). Dieses Werk wurde in nahezu ein Dutzend Sprachen übersetzt. Darüber hinaus schrieb er das autobiografische Werk El nen de la plaça Ballot (1988, „Der Junge von der Plaça Ballot“), Inventari de jubilacions (1992, „Bestandsaufnahme von Versetzungen in den Ruhestand“), Temps afegit (2001, „Nachspielzeit“, oder „Geschenkte Ziet“, Zeit, die ab einem bestimmten Lebensalter beginnt, autobiografisches Werk), Relacions particulars (2007, „Besondere Beziehungen“), El meu ofici (2008, „Mein Beruf“), I la festa segueix (2009, „Und die Party geht weiter “), A ritme de temps (2015, „Im Rhythmus der Zeit “) und La vella capitana („Die alte Kapitänin“). 1993 veröffentlichte er den Essay L’ecologisme és un egoisme („Ökologismus ist ein Egoismus“).
Der herausragende Teil seiner literarischen Tätigkeit war die des Kolumnisten. Über diese Aktivität wurde er zu einem der meistbeachteten Chronisten in katalanischer Sprache. Seine seit Gründung der Zeitung Avui 1976 täglich erscheinende Kolumne A la vora de … (wörtlich übersetzt: „Nahe bei ...“, besser und freier im Deutschen wiedergegeben mit „Aus der Nähe besehen ...“) wurde zu einem wichtigen Bezugspunkt der Leser der katalanischen Presse. 1999 begründete er unter dem Titel Petit Observatori („Kleines Observatorium“) eine weitere solche Kolumne in El Periódico de Catalunya . Er gab die so entstandenen Artikel in mehreren Sammelbänden heraus. 2012 gab er unter dem Titel Entre els lectors i jo („Zwischen den Lesern und mir “) eine Auswahl von Leserbriefen mit Antworten darauf und 2013 den Band Una vida articulada („Ein artikuliertes Leben“) mit eigenen Zeitungsartikeln der letzten 35 Jahre heraus.
Neben seiner literarischen und journalistischen Tätigkeit wagte er sich in den Bereich des Liedes und des Chansons. Er war einer der drei Gründer des Liedermacher-Bundes Els Setze Jutges („Die sechzehn Richter“), der am Anfang der soziokulturellen Bewegung der Nova Cançó Catalana stand und der der Rückgewinnung der katalanischen Sprache und Kultur gegen den Franquismus verpflichtet war. Seinen ersten Tonträger veröffentlichte er 1962 unter dem Titel Espinàs canta Brassens (1962, „Espinàs singt Brassens“). Er veröffentlichte weitere Tonträgereinspielungen mit Adaptionen französischer Chansons, mit traditionellen katalanischen Liedern und mit Eigenkompositionen. 1963 gewann er den Premi del Disc Català, den Katalanischen Schallplattenpreis. Nach der Auflösung von Els Setze Jutges blieb er der Nova Cançó Catalana schriftstellerisch und journalistisch mit Artikeln in Zeitschriften wie Destino, Avui und El Periódico verbunden. Er komponierte auch Lieder für Künstler wie Guillermina Motta und Joan Isaac. 1975 veröffentlichte er eine Biografie des katalanischen Liedermachers, Barden und „Richterkollegen“ Francesc Pi de la Serra. Außerdem textete er 1974 mit Jaume Picas i Guiu die Hymne des FC Barcelona, El Cant del Barça. Der Hymnentext wurde vom Komponisten Manuel Valls i Gorina vertont.